# Тушканчик Виноградова
Тушканчик Виноградова (Allactaga vinogradovi) — вид животных из семейства пятипалых тушканчиков (лат. Allactaga). Назван в честь Бориса Степановича Виноградова.
Описан в 1941 г. как подвид малого тушканчика из окрестностей села Бурное Джамбульской области Казахстана (Виноградов, Аргиропуло). В 1991 году на основании анализа строения черепа, коренных зубов и гениталий Г. И. Шенброт показал видовую самостоятельность тушканчика Виноградова.
Эндемик полупустынных предгорий Южного Казахстана, Северо-Западного Киргизстана и Южного Узбекистана. Ареал состоит из двух изолированных участков: Казахстано-Киргизский — около 38,8 тыс. км² (тянется узкой полосой по предгорьям северо-западных отрогов Тянь-Шаня); Узбекистанский — около 7.2 тыс. км² (предгорья Нуратау).
Малочисленный вид из-за ограниченной площади целинных участков предгорной полупустыни. Поднимается в горы до высоты 1000—1200 м.
Размеры сравнительно мелкие, но более крупные, чем у малого тушканчика; у взрослых животных масса 67-78 г, длина тела — 120—130 мм, длина хвоста-175-200 мм, длина ступни 54-60 мм, высота уха 35-42 мм. Голова округлая с хорошо выраженным перехватом в шейном отделе.
Активность исключительно ночная. Весной питаются зелёными побегами растений, в начале лета — преимущественно семенами, во второй половине лета в засушливый период — подземными частями растений, выкапывая их из почвы. Животный корм играет вспомогательное значение.
Зимняя спячка, в зависимости от мест обитания, с конца октября — середины ноября до конца февраля — начала марта.
Зимовочные норы глубокие (61-89 см). Длина ходов — 161—178 см.
Две волны размножения за сезон (июнь и сентябрь). В выводке от 1 до 6, обычно 3-5 детенышей. Весенние выводки больше осенних.